# Soneto
Un soneto es una composición poética compuesta por catorce versos de arte mayor, endecasílabos en su forma clásica. Los versos se suelen organizar en cuatro estrofas: dos cuartetos (estrofas de cuatro versos) y dos tercetos (estrofas de tres versos), con rimas variables.
Aunque la distribución del contenido del soneto no es estricta, puede decirse que el primer cuarteto presenta el tema del soneto, y que el segundo lo amplifica o lo desarrolla. El primer terceto reflexiona sobre la idea central, o expresa algún sentimiento vinculado con el tema de los cuartetos. El terceto final, el más emotivo, remata con una reflexión grave o con un sentimiento profundo, en ambos casos, desatados por los versos anteriores. De esta manera, el soneto clásico presenta una introducción, un desarrollo y una conclusión en el último terceto, que de algún modo da sentido al resto del poema.
Desde su origen en la isla de Sicilia, el soneto pasó a la Italia central, donde fue cultivado por los poetas del Dolce stil novo: Guido Guinizzelli (1240-1276), Guido Cavalcanti (1259-1300) y Cino da Pistoia, entre otros, quienes emplean ya los dos cuartetos y los dos tercetos, estos últimos con una estructura variable.
En el siglo XIV fueron muy importantes los sonetos amorosos de Dante Alighieri, dedicados a su amada Beatrice Portinari, y recogidos en su libro Vita nuova. Pero el sonetista más influyente de la centuria fue Petrarca, en cuyo Cancionero el soneto se revela como la estructura más adecuada para la expresión del sentimiento amoroso. A través de la influencia de Petrarca, el soneto se extiende al resto de literaturas europeas.
En el siglo XVI aparece también el soneto «inglés o isabelino» en que los catorce versos se agrupan en tres serventesios y un pareado.

## El soneto en lengua española
El primer intento documentado de adaptar el soneto a la lengua castellana es obra de Íñigo López de Mendoza, marqués de Santillana (1398-1458), con sus cuarenta y dos sonetos «hechos al itálico modo». Desde Garcilaso hasta el modernismo, el soneto castellano tuvo una estructura fija en los ocho primeros versos (ABBA:ABBA), y más libre en los seis últimos, con las combinaciones CDE:CDE, CDE:DCE, CDC:DCD, como las más utilizadas. Otros sonetistas del siglo XVI fueron Diego Hurtado de Mendoza, Hernando de Acuña, Fernando de Herrera, Gutierre de Cetina, entre muchos otros.
El soneto se distribuye en catorce versos endecasílabos (esto es, de once sílabas) distribuidos en dos cuartetos y dos tercetos; en cada uno de los cuartetos riman el primer verso con el cuarto, y el segundo con el tercero. El soneto es cultivado por los principales poetas, como Lope de Vega, Góngora, Quevedo, Calderón de la Barca, sor Juana Inés de la Cruz y Cervantes. Este último utiliza variantes, como el soneto con estrambote o el soneto dialogado. Los temas del soneto son muy variados, desde el amoroso al satírico, pasando por los morales y metafísicos (en los que destacó Francisco de Quevedo). Los autores barrocos juegan con la forma del soneto pero no lo alteran en su estructura esencial, que continúa siendo la consagrada por Garcilaso de la Vega y Juan Boscán. 
Un ejemplo conocido es el siguiente soneto de Lope de Vega, que trata precisamente sobre la construcción de un soneto:

Un soneto me manda hacer Violante,
que en mi vida me he visto en tal aprieto:
Catorce versos dicen que es soneto:
Burla burlando van los tres delante.

Yo pensé que no hallara consonante
y estoy a la mitad de otro cuarteto:
Mas si me veo en el primer terceto
no hay cosa en los cuartetos que me espante.

Por el primer terceto voy entrando
y parece que entré con pie derecho,
pues fin con este verso le voy dando.

Ya estoy en el segundo, y aun sospecho
que estoy los trece versos acabando:
contad si son catorce, y está hecho.

Inspirado en este, el escritor colombiano José María Rojas Garrido escribe el soneto «La vida es soneto».
En el período neoclásico decae el uso del soneto, aunque es cultivado por autores como José Cadalso y Meléndez Valdés, entre otros. Tampoco el Romanticismo español le presta mucha atención: entre las Rimas de Bécquer, por ejemplo, se encuentra un único soneto. La principal renovación del soneto en castellano se produce a finales del siglo xix, con el triunfo del modernismo.
En los sonetos modernistas lo más frecuente es el orden clásico de los cuartetos, pero se usaron también, por influencia del parnasianismo francés, las combinaciones ABAB:ABAB y ABBA:CDDC. En esta época aparecen varias innovaciones métricas: se utilizan versos de otras medidas, desde trisílabos hasta hexadecasílabos, aunque los más utilizados son los alejandrinos, como el conocido soneto «Caupolicán», en el libro Azul..., de Rubén Darío; además, aparecen sonetos polimétricos, que emplean en el mismo poema versos de diferente medida (lo utilizó también Darío, en su soneto dedicado a Cervantes, mezcla de endecasílabos y heptasílabos; Manuel Machado lo utiliza en su soneto «Madrigal de madrigales», compuesto de versos de 7, 9, 11 y 14 sílabas).
Una recuperación modernista es el «sonetillo», soneto de arte menor, que tiene precedentes en el Siglo de Oro y en el Neoclasicismo (Tomás de Iriarte, por ejemplo, usa en algunas de sus fábulas un soneto en octosílabos).
Es muy frecuente, también, el soneto en la obra de los autores de la generación del 27, sobre todo en Jorge Guillén, Gerardo Diego, Rafael Alberti y Miguel Hernández; García Lorca cultivó esta forma en sus Sonetos del amor oscuro. Posteriormente algunos poetas, como Jorge Luis Borges, cultivan el «soneto inglés» o «soneto shakespeariano», que consta de tres serventesios y un pareado final, o bien escriben sonetos sin rima, como Pablo Neruda. El soneto mantuvo su vitalidad durante la posguerra gracias a autores que supieron renovar su sonoridad y retórica, como José García Nieto, Blas de Otero, Ángel González y Carlos Edmundo de Ory, y entre los hispanoamericanos Alfonso Reyes y Javier del Granado. Durante los años sesenta y setenta cayó en un relativo descuido, si exceptuamos algunos nombres de poetas andaluces como Antonio Carvajal o alguno de Jenaro Talens y los nombres de José García Nieto, Juan Antonio Villacañas y Carlos Murciano, pero poetas posteriores a los novísimos, como Álvaro Tato (y algunos de estos, como Luis Alberto de Cuenca o Juan Van-Halen), han retomado su uso, con un fervor no exento de ironía. Posiblemente el mejor sonetista español contemporáneo haya sido Leopoldo de Luis, quien supo darle un sentido filosófico dentro de su pensamiento materialista.

## El soneto en lengua italiana
Se cree que el soneto fue creado por Giacomo da Lentini, líder de la Escuela Siciliana bajo Emperador Federico II. Peter Dronke ha comentado que había algo intrínseco en su forma flexible que contribuyó a su supervivencia mucho más allá de su región de origen. La forma consistía en un par de cuartetas seguidas de un par de tercetos con el esquema de rima simétrica ABABABAB CDCDCD, donde el sentido se lleva adelante en una nueva dirección después de la ruptura intermedia. William Baer sugiere que los ocho primeros versos de los primeros sonetos sicilianos son idénticos a la estrofa de ocho versos de la canción popular siciliana conocida como Strambotto. A esto, da Lentini (o quienquiera que inventara la forma) añadió dos tercetos al Strambotto para crear la nueva forma de soneto de 14 versos.
Por el contrario, Hassanaly Ladha ha argumentado que la estructura y el contenido del soneto siciliano bebían de la poesía árabe y no pueden explicarse como una "invención" de Giacomo da Lentini o de cualquier otro miembro de la Escuela Siciliana. Ladha señala que «en sus inicios sicilianos, el soneto evidencia un contacto literario y epistemológico con la qasida», y subraya que el soneto no surgió simultáneamente con su estructura de 14 versos, supuestamente definitoria. «De forma reveladora, los intentos de cerrar el soneto a sus predecesores árabes dependen de una definición de la nueva lírica a la que la poesía de Giacomo no se ajusta: sobreviviendo en recensiones del siglo XIII, sus poemas aparecen no en catorce, sino en seis líneas, incluyendo cuatro filas, cada una con dos hemistiquios y dos "tercetos" cada uno en una línea que se extiende sobre dos filas». En opinión de Ladha, el soneto surge como la continuación de una tradición más amplia de poesía amorosa en todo el mundo mediterráneo y se relaciona con otras formas como el strambotto siciliano, el canso provenzal, el muwashshah y el zajal árabe andalusí, así como la qasida.

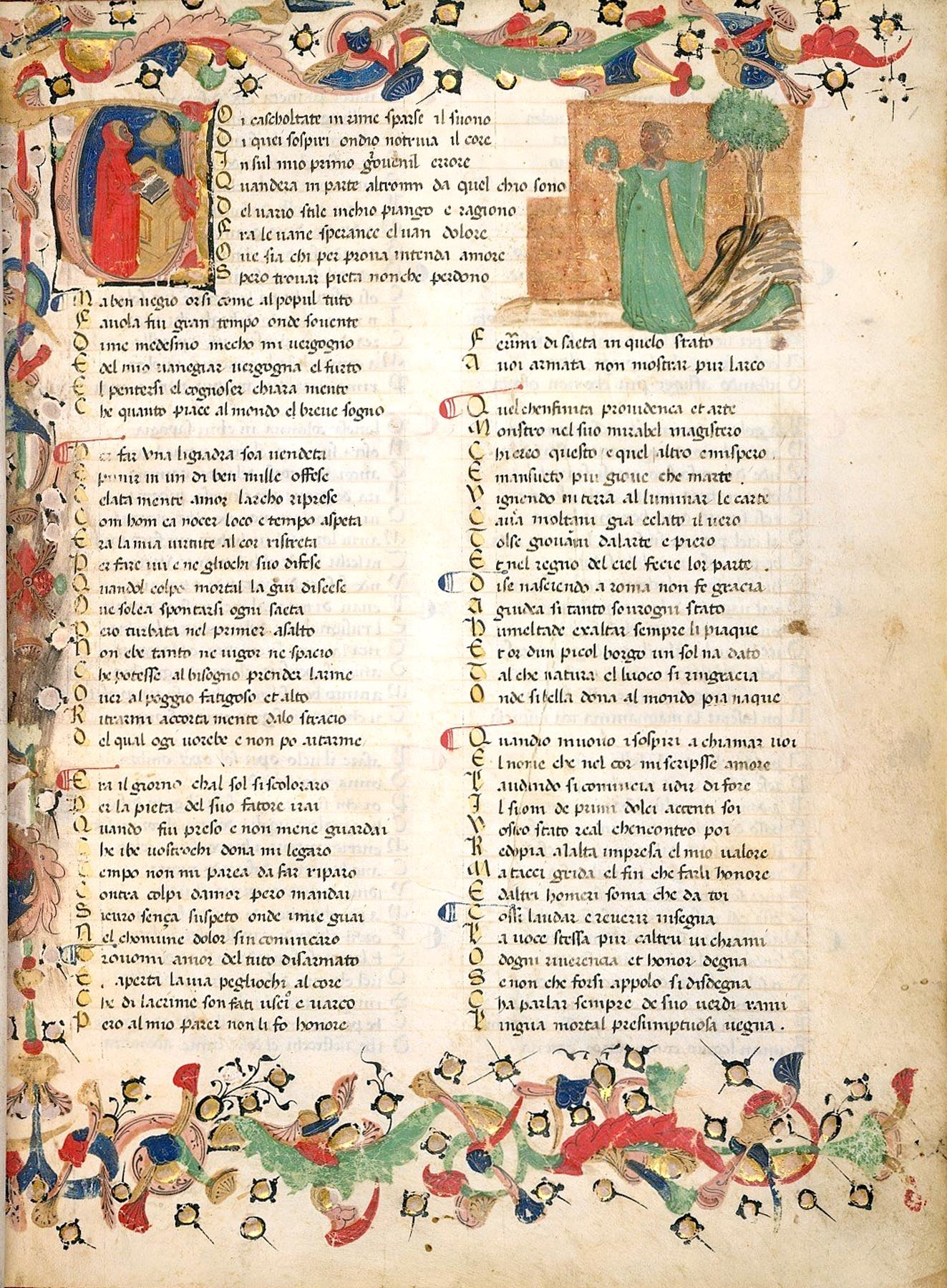
Los cinco primeros sonetos de Il Canzoniere de Petrarca.

Guittone d'Arezzo redescubrió la forma del soneto y la llevó a Toscana, donde la adaptó al dialecto toscano cuando fundó la escuela poética sículo-toscana o guittoniana (1235-1294). Escribió casi 250 sonetos. Entre la multitud de otros poetas italianos que siguieron, destacan los sonetos de Dante Alighieri y Guido Cavalcanti, pero más tarde el más famoso y de mayor influencia fue Petrarca. 
La estructura de un soneto italiano típico, tal como se desarrolló, incluía dos partes que juntas formaban una forma compacta de "argumento". En primer lugar, la octava forma la "proposición", que describe un "problema" o "pregunta", seguida de un sexteto (dos tercetos) que propone una "resolución". Normalmente, el noveno verso inicia lo que se denomina el "giro", o "volta", que señala el paso de la proposición a la resolución. Incluso en los sonetos que no siguen estrictamente la estructura problema/resolución, el noveno verso suele marcar un "giro" al señalar un cambio en el tono, el estado de ánimo o la postura del poema.
Más tarde, el esquema ABBA ABBA se convirtió en la norma de los sonetos italianos. Para el sexteto había dos posibilidades diferentes: CDE CDE y CDC CDC. Con el tiempo, se introdujeron otras variantes de este esquema de rima, como CDC DCD o CDE DCE. Petrarca solía utilizar un esquema ABBA ABBA para la octava, seguido de rimas CDE CDE o CDC CDC en el sexteto.
A finales del siglo XIV llegan los primeros ejemplos de la secuencia de sonetos unificada en torno a un solo tema. Así lo representa la serie de Folgore da San Geminiano sobre los meses del año, seguida de su secuencia sobre los días de la semana. En una fecha algo anterior, Dante había publicado su La Vita Nuova, un comentario narrativo en el que aparecen sonetos y otras formas líricas centradas en el amor del poeta por Beatriz. La mayoría de los sonetos son petrarquistas (aquí se utiliza como un término puramente estilístico, ya que Dante es anterior a Petrarca). El capítulo VII contiene el soneto "O voi che per la via", con dos sextetos (AABAAB AABAAB) y dos cuartetos (CDDC CDDC), y el capítulo VIII, "Morte villana", con dos sextetos (AABBBA AABBBA) y dos cuartetos (CDDC CDDC). Petrarca siguió sus pasos más tarde, en el siglo siguiente, con los 366 sonetos de los Canzionere, que relatan su amor de toda la vida por Laura.
A medida que la escritura de sonetos se extendía en la sociedad italiana, entre los practicantes se encontraban algunos más conocidos por otras cosas: los pintores Giotto y Miguel Ángel, por ejemplo, y el astrónomo Galileo. El académico Giovanni Mario Crescimbeni enumera 661 poetas sólo en el siglo XVI. Tan comunes eran que con el tiempo, en palabras de un historiador literario, «ningún acontecimiento era tan trivial, ninguno tan corriente, un comerciante no podía abrir una tienda más grande, un funcionario del gobierno no podía obtener unos pocos scudi adicionales de sueldo, pero todos sus amigos y conocidos debían celebrar el acontecimiento, y revestir sus felicitaciones con una copia de versos, que casi invariablemente asumían esta forma».

## El soneto en lengua francesa
En Francia, el primer sonetista conocido fue Clément Marot (1496?-1544), creador del llamado «soneto marótico» (sonnet marotique), que algunos autores franceses llaman también, por su origen, «soneto italiano», cuya estructura es ABBA ABBA CCD EED. El llamado «soneto françois» se diferencia del anterior solo en la rima del último terceto; su estructura es ABBA ABBA CDC EDE, y fue cultivado por autores de la importancia de Pierre de Ronsard y Joachim du Bellay. El período de esplendor del soneto francés llega hasta mediados del siglo XVII. Apenas tiene presencia en el siglo XVIII, pero es revitalizado en la centuria siguiente por poetas del parnasianismo como José María de Heredia. Los parnasianos introducen modificaciones formales en el soneto, como introducir cuatro rimas, en lugar de dos, en los cuartetos (ABBA CDDC); introducir un pareado final (a semejanza del «soneto inglés»); e incluso colocar los tercetos antes que los cuartetos. El soneto tiene una gran importancia en la obra de Charles Baudelaire, quien utilizó varias combinaciones diferentes. También Paul Verlaine y Stéphane Mallarmé cultivaron con asiduidad el soneto.

## El soneto en lengua inglesa
El introductor del soneto en Inglaterra fue Thomas Wyatt (1503-1542), traductor de Petrarca y autor de unos treinta sonetos propios. Henry Howard, conde de Surrey, inició la transformación de la estructura tradicional del soneto, heredada de Petrarca, preparando la aparición del llamado «soneto inglés», cuyo representante principal es William Shakespeare.
El «soneto inglés», llamado también «soneto isabelino» por haberse originado durante el reinado de Isabel I de Inglaterra, tiene la siguiente estructura: ABAB CDCD EFEF GG, esto es, se compone de tres serventesios y un pareado.
Edmund Spenser (1552-1599) compuso sonetos en los que el verso final de cada cuarteto rima con el primero del siguiente, con un esquema abab bcbc cdcd ee. Estos son denominados en los países anglófonos Spenserian sonnets («sonetos spenserianos») o Scottish sonnets («sonetos escoceses»). Algunos de los más importantes sonetistas en lengua inglesa han sido, además de los citados, John Milton, William Wordsworth, Dante Gabriel Rossetti, Thomas Hardy. En Estados Unidos destacan Longfellow, Jones Very, G. H. Boker y E. A. Robinson.

## El soneto en lengua portuguesa
El soneto en lengua portuguesa fue cultivado por autores como Sá de Miranda, Luís de Camões y Antero de Quental. Sá de Miranda fue el responsable de la introducción al portugués del soneto, así como de la canción, la sextina, las composiciones en tercetos y octavas y el verso decasílabo, tras un viaje a Italia entre 1520 y 1526.

## El soneto en lengua gallega
Entre la escasa producción literaria en gallego durante los Siglos Oscuros se cuentan varios sonetos. El primero de ellos es el anónimo Soneto de Monterrei, datado en la década de 1530 y erróneamente atribuido durante algún tiempo a Camões. En 1612 aparecen los sonetos de Juan Gómez Tonel y Pedro Vázquez de Neira, el segundo de ellos "con falda", con motivo de las exequias de la reina Margarita de Austria-Estiria. Ya en el Rexurdimento, Curros Enríquez emplea el soneto en su poemario Aires da miña terra, de 1880. Pero será Ramón Cabanillas quien introduzca esta forma poética en la modernidad literaria con diferentes esquemas de rima.

## El soneto en lengua catalana
Esta forma poética aparece por primera vez escrita por Pere Torroella (1420-1492) y se difunde ampliamente a lo largo del siglo XVI. Su máximo exponente es Pere Serafí, autor de sesenta sonetos —14 de ellos con estrambote— publicados entre 1560 y 1565. Entre los siglos XVII al XIX fue utilizado habitualmente, pero lo fueron abandonando los poetas románticos. Los autores parnasianos y simbolistas lo recuperaron y con mayor o menor fortuna no ha dejado de ser cultivado hasta nuestros días. Entre los contemporáneos, destacan como sonetistas Jeroni Zanné, Josep Maria Solé, J. V. Foix o Joan Brossa. Josep Carner fue el resucitador del soneto en catalán, caído en desgracia durante el Renacimiento poético en esta lengua. Carner utilizó el soneto con una perfección lingüística inigualable y una exigencia formal llena de referencias cultas.

## El soneto en lengua alemana
Georg Rudolf Wekherlin y Ernst Schwabe fueron los introductores del soneto en alemán. Utiliza alejandrinos en lugar de endecasílabos y el pentámetro yámbico. Andreas Gryphius destaca por sus sonetos de tipo metafísico y religioso.
Otros autores son Stefan George, Hugo von Hofmannsthal y Rainer María Rilke.

## Variantes
- Sonetillo
- Soneto con estrambote
- Soneto doble o doblado
- Soneto inglés
- Soneto dialogado
- Soneto con eco
- Soneto polimétrico
- Soneto en alejandrinos